# Granát typu 97
Granát typu 97 byl jedním z ručních granátů japonské císařské armády. Po odjištění měl voják 4 až 5 sekund na odhoz. Pak následoval silný výbuch a vlna střepů. Byl plněn 62 g výbušné směsi TNT.
Tento granát byl navržen v roce 1936 a byl použit v Číně, Koreji, Tichomoří, Indočíně a Mandžusku. S koncem války byl vyřazen.